# Туровка (Крым)

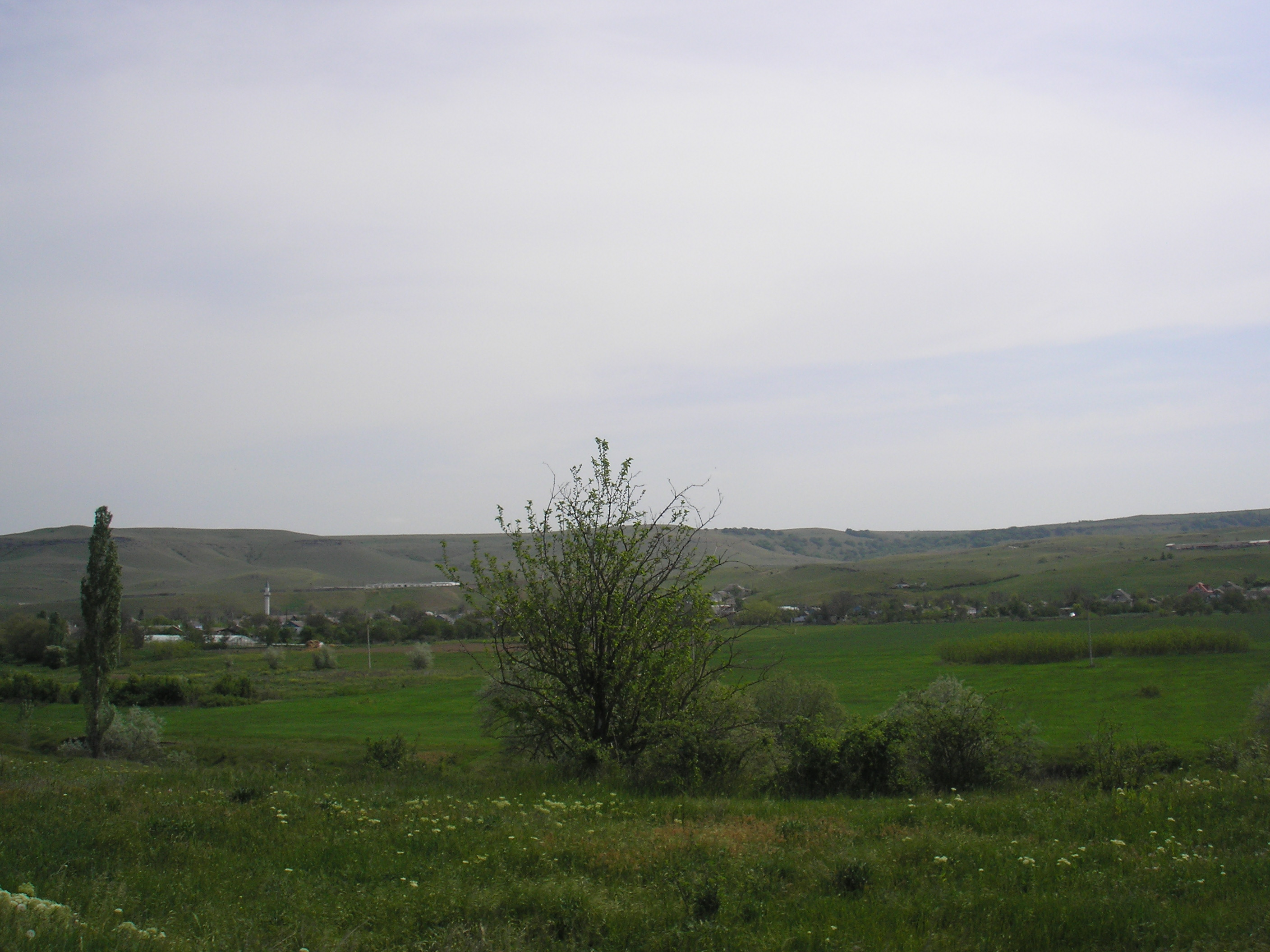
Бывшая Туровка

Ту́ровка (до 1948 года Бары́н; укр. Турівка, крымскотат. Barın, Барын) — исчезнувшее село в Белогорском районе Республики Крым (согласно административно-территориальному делению Украины — Автономной Республики Крым), включённое в состав Вишенного. Сейчас северо-восточная часть села на правом берегу Биюк-Карасу.

## История
Первое документальное упоминание села встречается в Камеральном Описании Крыма… 1784 года, судя по которому, в последний период Крымского ханства Барон  входил в Дип Чонгарский кадылык Карасубазарского каймаканства. После присоединения Крыма к России (8) 19 апреля 1783 года, (8) 19 февраля 1784 года, именным указом Екатерины II сенату, на территории бывшего Крымского Ханства была образована Таврическая область и деревня была приписана к Левкопольскому, а после ликвидации в 1787 году Левкопольского — к Феодосийскому уезду Таврической области. После Павловских реформ, с 1796 по 1802 год, входила в Акмечетский уезд Новороссийской губернии. По новому административному делению, после создания 8 (20) октября 1802 года Таврической губернии, Барын был включён в состав Уроскоджинской волости Феодосийского уезда.
Согласно Ведомости о числе селений, названиях оных, в них дворов… состоящих в Феодосийском уезде от 14 октября 1805 года, в деревне Барын числилось 18 дворов и 123 жителя, исключительно крымских татар, но на карте 1817 года почему-то не обозначен.
После реформы волостного деления 1829 года, согласно «Ведомости о казённых волостях Таврической губернии» от 31 августа 1829 года, Барын отнесли к Борюсской волости того же уезда. На карте 1836 года в деревне 33 двора, как и на карте 1842 года
В 1860-х годах, после земской реформы Александра II, деревню приписали к Шейих-Монахской волости. В «Списке населённых мест Таврической губернии по сведениям 1864 года», составленном по результатам VIII ревизии 1864 года, Барын — татарская деревня с 32 дворами, 231 жителем, мечетью и сельской почтовой станцией при реке Биюк-Кара-Су (на трёхверстовой карте Шуберта 1865—1876 года в деревне Барын обозначено 35 дворов). На 1886 год в деревне, согласно справочнику «Волости и важнѣйшія селенія Европейской Россіи», проживало 525 человек в 50 домохозяйствах, действовала мечеть. В «Памятной книге Таврической губернии 1889 года» по результатам Х ревизии 1887 года записан Барын с 60 дворами и 298 жителями. На верстовой карте 1890 года в деревне обозначено 70 дворов с татарским населением. По «…Памятной книжке Таврической губернии на 1892 год» в деревне Барын, входившей в Васильевское сельское общество, числилось 394 жителя в 62 домохозяйствах.
После земской реформы 1890 года, Барын отнесли к Андреевской волости. В «…Памятной книжке Таврической губернии на 1900 год» Барин записан, как дикий сад, входивший в Васильевское сельское общество, с населением 376 человек в 67 дворах. По Статистическому справочнику Таврической губернии. Ч.II-я. Статистический очерк, выпуск пятый Феодосийский уезд, 1915 год, в селе Барын Андреевской волости Феодосийского уезда числилось 75 дворов (все дворы с землёй) с татарским населением в количестве 391 человека приписных жителей, из которых 193 мужчины и 198 женщин. Жители владели 800 десятинами удобной земли. В хозяйствах имелось 65 лошадей, 36 волов, 30 коров и 215 голов мелкого скота.
После установления в Крыму Советской власти, по постановлению Крымревкома от 8 января 1921 года была упразднена волостная система и село вошло в состав вновь созданного Карасубазарского района Симферопольского уезда, а в 1922 году уезды получили название округов. 11 октября 1923 года, согласно постановлению ВЦИК, в административное деление Крымской АССР были внесены изменения, в результате которых округа ликвидировались, Карасубазарский район стал самостоятельной административной единицей и село включили в его состав. Согласно Списку населённых пунктов Крымской АССР по Всесоюзной переписи 17 декабря 1926 года, в селе Барын, центре упразднённого к 1940 году Барынского сельсовета Карасубазарского района, числился 81 двор, все крестьянские, население составляло 355 человек, из них 316 татар, 32 армянина, 3 немца, 2 русских, 2 грека, действовала татарская школа. По данным всесоюзная перепись населения 1939 года в селе проживало 424 человека.
В 1944 году, после освобождения Крыма от фашистов, согласно Постановлению ГКО № 5859 от 11 мая 1944 года, 18 мая все крымские татары были депортированы в Среднюю Азию, а 12 августа 1944 года было принято постановление № ГОКО-6372с «О переселении колхозников в районы Крыма», по которому в район из Курской и Тамбовской областей РСФСР в район переселялись 8100 семей колхозников. С 25 июня 1946 года селение в составе Крымской области РСФСР. Указом Президиума Верховного Совета РСФСР от 18 мая 1948 года, Барын переименовали в Туровку. 26 апреля 1954 года Крымская область была передана из состава РСФСР в состав УССР. Время включения в состав Вишенского сельсовета пока не установлено: на 15 июня 1960 года село уже числилось в его составе. В период с 1960 по 1968 год Туровку присоединили к Вишенному.

### Динамика численности населения
| - 1805 год — 123 чел. - 1864 год — 231 чел. - 1886 год — 525 чел. - 1889 год — 298 чел. - 1892 год — 394 чел. | - 1900 год — 376 чел. - 1915 год — 391/ чел. - 1926 год — 355 чел. - 1939 год — 424 чел. |